# 나고야 철도

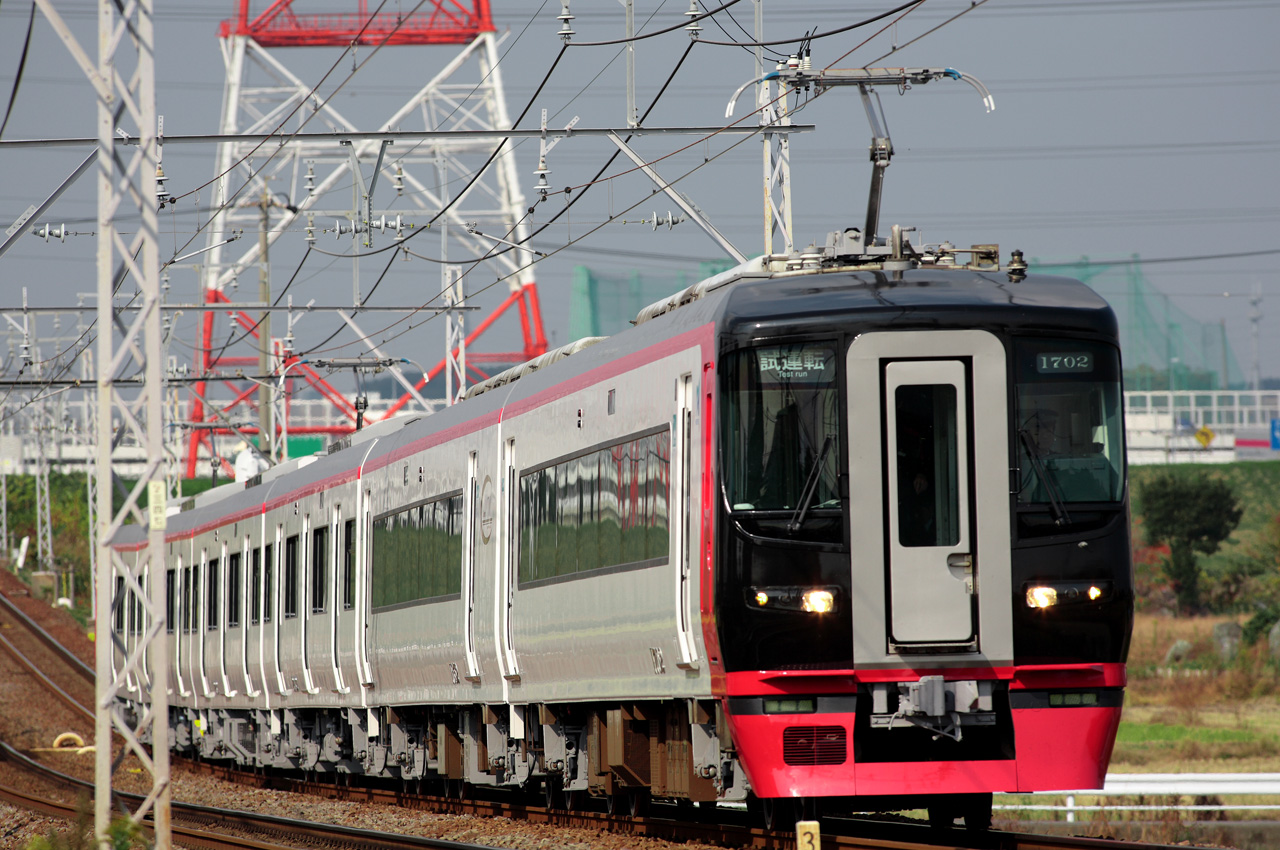
나고야 철도 1700계 구도색의 모습 (2021년 2월에 운행종료 후 폐차)

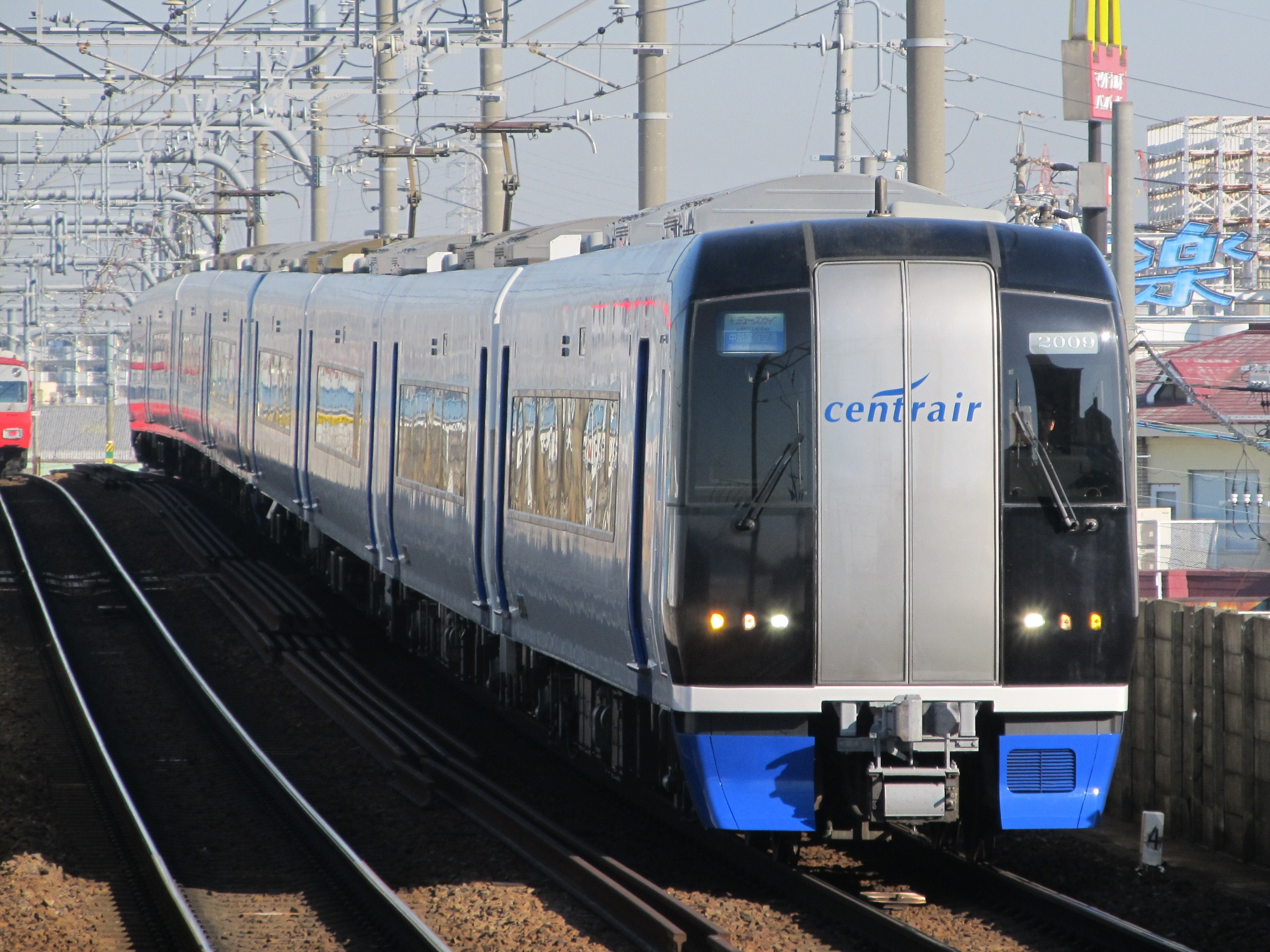
나고야 철도 2000계의 모습

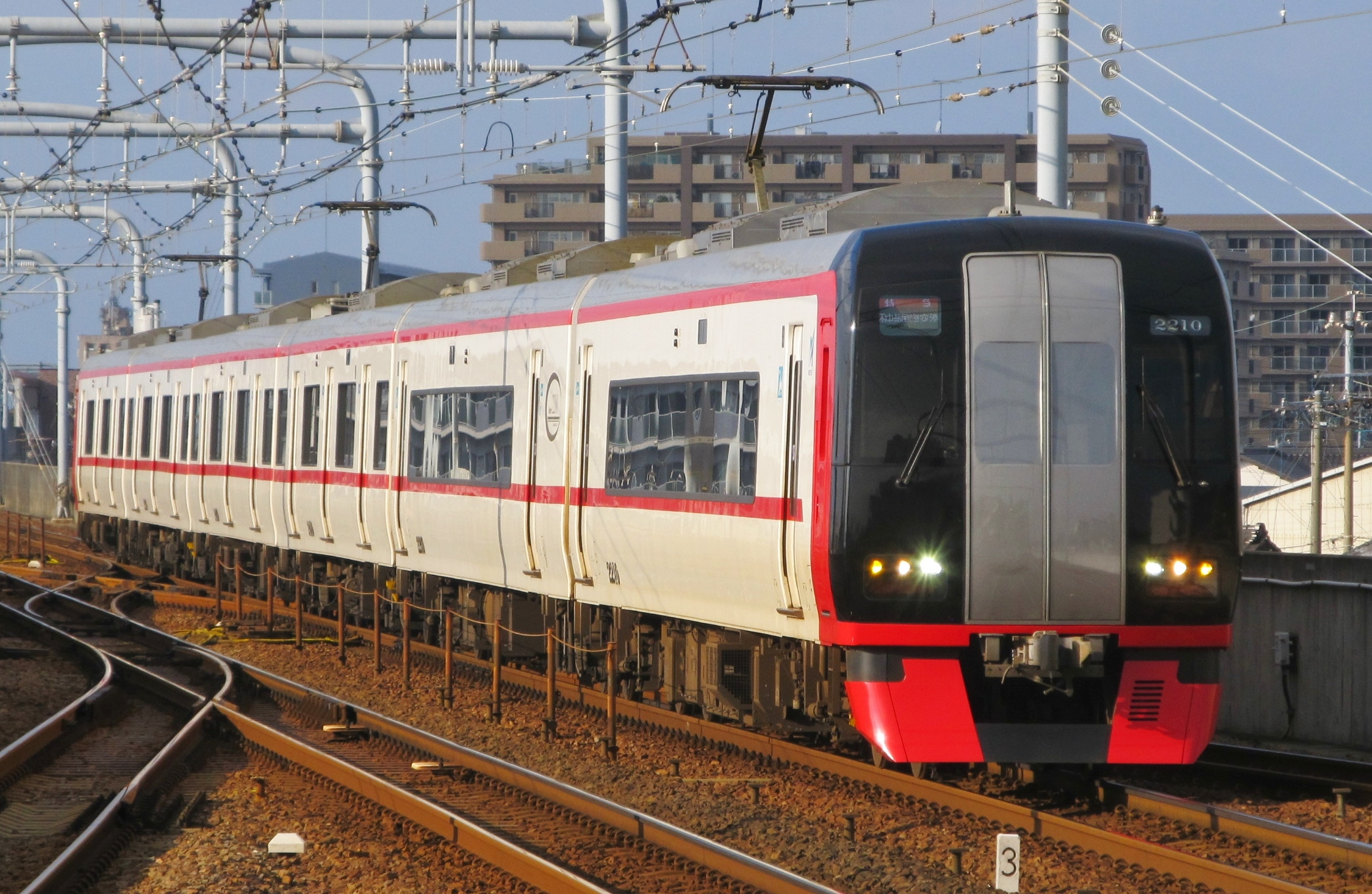
나고야 철도 2200계의 모습

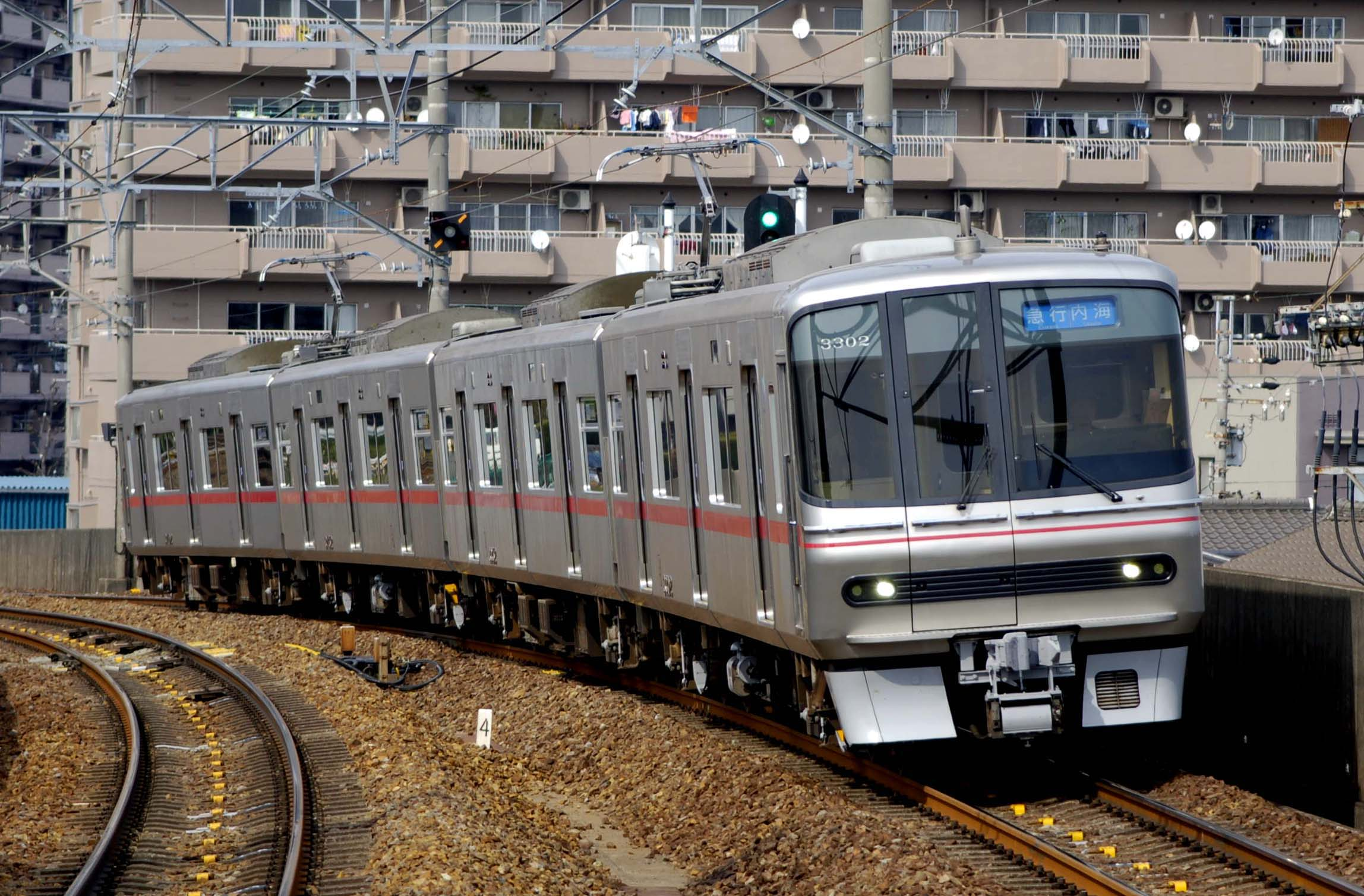
나고야 철도 3300계의 모습

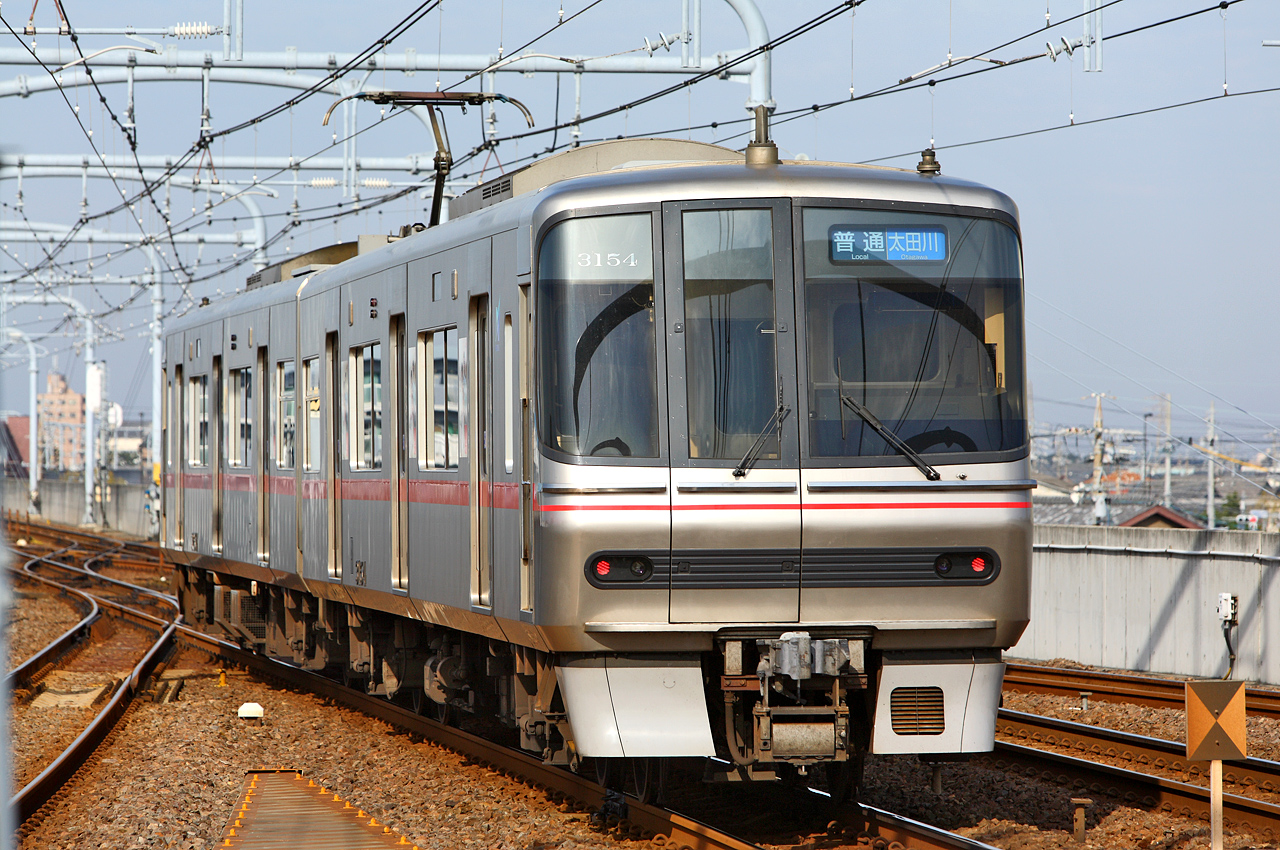
나고야 철도 3150계의 모습

나고야 철도 주식회사(일본어: 名古屋鉄道株式会社 나고야테쓰도카부시키가이샤[*], 영어: Nagoya Railroad Co.,Ltd.)는 아이치현과 기후현에 기반을 둔 대규모 사철이다. 보통 약칭으로 메이테쓰(일본어: 名鉄)라고 부른다. 본업은 철도와 궤도업으로 두 현에서의 총영업거리는 445km에 이르며 긴테쓰·도부에 이어서 일본의 사철 중 세 번째로 긴 노선망을 가지고 있으며 역 수에서는 두 번째로 많다. 본사는 아이치 현 나고야시 나카무라구 메이에키 잇쵸메 2번 4호로 JR 나고야역에 연결되어 있는 메이테쓰나고야 역의 위에 있는 메이테쓰 버스 터미널 빌딩 내에 위치하고 있다.

## 개요
나고야 철도는 주부 지방을 중심으로 많은 부동산을 보유하고 있는 일본 내의 유수한 기업으로 이에 따른 '개발 사업'을 경영의 중요한 목적으로 하고 있다. 다각적인 기업전개를 통하여 사업을 하고 있어서 연결결산의 대상과 비대상이 되는 200개 회사 이상의 그룹기업이 있다. 철도 이외에도 버스, 해운업, 택시, 자동차 판매 및 수리 등 관련 교통 기관을 운영하고 있으며 레저, 문화 사업에도 관여하여 대표적인 시설로는 이누야마시에 위치하고 있는 박물관 메이지무라(博物館明治村)와 리틀 월드(リトルワールド)가 있다.
2005년 개항한 중부국제공항 센트레어로 가는 공항철도를 운영하는 유일한 철도회사가 되었다.

## 철도 사업

### 노선
1894년 창업하였으며, 1935년에 아이치전기철도와 합병한 후에 현재의 노선망이 완성되었다.
아이치현 교외 지역에 철도망이 조밀하게 만들어져 있어서 나고야 통근권에서는 가장 중요한 위치를 점하고 있다. 주부 지방에서는 물론 도카이 지방 전체에서 JR 도카이 다음의 최대의 민간 교통 기관이다. 일부 노선의 열차는 나고야시영 지하철 (쓰루마이선・가미이이다선)과 직결운행하고 있다. 나고야 지역의 철도 회사는 JR도카이, 지하철, 긴테쓰, 메이테쓰 이렇게 4개사가 있지만 수송력에서는 80%를 메이테쓰가 점하고 있다.
총 영업거리는 철도선이 437.0 km, 궤도선이 7.2 km, 모노레일선이 1.2km로 합계 445.4km에 이른다.
나고야 지역은 수도권과 간사이 지방에 비하여 인구 밀도가 낮아서, 노선 전체에서 무인역과 소규모 역의 비율이 다른 대도시 철도에 비해서 매우 높다. 노선 1km당 얻는 이용객의 수입도 적다. 또한 자가용의 보급에 따른 철도 이용 비율이 적어져서 합리화가 진행되었다. 2003년부터는 무인역에서의 승차권 확인과 운임 징수를 위한 역집중관리시스템을, 2005년 6월 29일부터는 고마키선에서 2006년 4월 29일부터는 나고야본선을 시작으로 주요 9개노선에 승차권확인시스템을 도입하여 순차적으로 설치가 진행되고 있다.

### 노선망 배치
메이테쓰의 노선망의 특징은 나고야를 중심으로 하여 기후 방면과 토요하시 방면의 양쪽으로 지선이 갈라진다는 점이다. 다른 철도 회사와는 달리 양 방향으로 다양하게 지선이 있는 철도회사는 메이테쓰 뿐이다. 이런 이유 때문에 수많은 열차가 나고야 시내를 착발하거나 통과하여 운행한다. 근교 지역에서 나고야 시내로 접근하기가 쉽다는 장점 때문에 이용 승객이 많다는 장점도 있으나 그에 맞게 메이테쓰 나고야 역의 설비가 따라가지 못하여 하루 종인 메이테쓰 나고야 역은 과밀 다이어로 되어 있고 운행의 지연도 빈번하다. 최근에 이르러 JR 도카이와의 경쟁이 심화되면서 중부국제공항으로의 수송에 중점을 두고 있어서 과거에 비하여 나고야 본선에서 지선으로 직통하는 열차의 수는 많이 줄어들었다.
현재 메이테쓰의 경우 여러 노선을 거쳐서 운행하는 열차가 많이 있어서 노선명과 열차의 운행 구간은 대부분이 일치하지 않는다. 현재 메이테쓰가 운영하는 노선은 크게 4개로 분류할 수 있다.
- ■ 나고야 본선 (도요하시역 ~ 메이테쓰기후 역)

| 기후 방면 서쪽 지선 - ■ 하시마 선 (신하시마 역 ~ 에기라 역) - ■ 다케하나 선 (가사마쓰 역 ~ 에기라 역) - ■ 비사이 선 (야토미역 ~ 타마노이 역) - ■ 쓰시마 선 (스카구치 역 ~ 쓰시마 역)                                                | 기후 방면 동쪽 지선 - ■ 가카미가하라 선 (메이테쓰기후 역 ~ 신우누마 역) - ■ 이누야마 선 (비와지마 분기점 ~ 신우누마 역) - ■ 히로미 선 (이누야마 역 ~ 미타케 역) - ■ 고마키 선 (가미이다 역 ~ 이누야마 역)                                   |
| 도요하시 방면 서쪽 지선 - ■ 짓코 선 (오에역 ~ 히가시나고야코 역) - ■ 도코나메 선 (진구마에 역 ~ 도코나메 역) - ■ 쿠코 선 (도코나메 역 ~ 주부고쿠사이쿠코 역) - ■ 고와 선 (오타가와 역 ~ 고와 역) - ■ 지타 신선 (후키 역 ~ 우쓰미역) | 도요하시 방면 동쪽 지선 - ■ 도요타 선 (아카이케역 ~ 우메쓰보 역) - ■ 미카와 선 (사나게 역 ~ 헤키난 역) - ■ 니시오 선 (신안조 역 ~ 기라요시다 역) - ■ 가마고리 선 (키라요시다 역 ~ 가마고리역) - ■ 도요카와 선 (코우 역 ~ 도요카와이나리 역) |

구간과 차량이 독립성이 강한 노선
- ■ 세토 선 (사카에마치역 ~ 오와리세토 역)

### 운행열차종별
| 나고야 본선     | A | ◎  | ◎  | ●  | ●  | ●  | ● | 도요카와 선 | C | － | ◎  | ●  | ●  | － | ● |  |  |  |  |  |  |  |  |
| 니시오 선       | B | － | ○  | ●  | ●  | － | ● | 가마고리 선 | B | － | － | － | － | － | ● |  |  |  |  |  |  |  |  |
| 미카와 선       | C | － | － | － | － | － | ● | 도요타 선   | B | － | － | － | － | － | ● |  |  |  |  |  |  |  |  |
| 도코나메 선     | B | ○  | ◎  | ●  | ●  | － | ● | 쿠코 선     | B | ○  | ◎  | ●  | ●  | － | ● |  |  |  |  |  |  |  |  |
| 고와 선         | B | － | ○  | ●  | ●  | － | ● | 지타 신선   | C | － | ○  | ●  | ●  | － | ● |  |  |  |  |  |  |  |  |
| 짓코 선         | B | － | － | － | － | － | ● | 세토 선     | B | － | － | － | ●  | ●  | ● |  |  |  |  |  |  |  |  |
| 쓰시마 선       | B | － | ○  | ●  | ●  | － | ● | 비사이 선   | C | － | ○  | ●  | ●  | － | ● |  |  |  |  |  |  |  |  |
| 가카미가하라 선 | B | ○  | ○  | ×  | ●  | ●  | ● | 이누야마 선 | B | ○  | ◎  | ●  | ●  | ●  | ● |  |  |  |  |  |  |  |  |
| 히로미 선       | C | ○  | ○  | ×  | ●  | － | ● | 고마키 선   | B | － | － | － | － | － | ● |  |  |  |  |  |  |  |  |
| 다케하나 선     | C | － | － | － | － | － | ● | 하시마 선   | C | － | － | － | － | － | ● |  |  |  |  |  |  |  |  |

- 운임계산상의 구분
  - A・B・C：A는 영업거리를 바로 운임 계산에 사용하지만 B는 영업거리에 1.15를 곱하고 C는 1.25를 곱하여 운임을 계산
  - D：균일요금제
  - 배경이 적색인 노선은 가산액이 설정되어 있다.
- 열차종별의 설정
  - ●：설정되어 운행
  - ○：전좌석특별차인 열차가 설정되어 운행 (쾌속특급・특급）
  - ◎：전차특별차・일부특별차인 열차가 설정되어 운행 (쾌속특급・특급）
  - ×：설정되어 있으나 이 등급의 열차는 운행되지 않음
  - －：설정되어 있지 않음
- 종별의 색・문자
  - 열차의 방향막(액정식 포함)에 위에 나열된 종별을 표시한다.
  - 그렇지만 역에 나와 있거나 배포되는 시각표에서는 '보통'에는 종별 표시를 하지 않고 하얀 바탕에 검은 문자로 표시한다.
  - 종별이 4문자인 '쾌속특급'과 '쾌속급행'은 액정식의 경우에는 모두 글자가 나오지만 다른 막 방식의 경우나 역의 표시에서는 약자인 '쾌특(快特)' '쾌급(快急)'으로 표시된다.